# (36583) 2000 QP126
2000 QP126 (asteroide 36583) é um asteroide da cintura principal. Possui uma excentricidade de 0.11990690 e uma inclinação de 4.82299º.
Este asteroide foi descoberto no dia 31 de agosto de 2000 por LINEAR em Socorro.